# Here Today
Pistes de Tug of War
What's That You're Doing Ballroom Dancing
Here Today est une chanson de Paul McCartney se trouvant sur l'album Tug of War, second album solo post-Wings. Dans la chanson, il rend hommage à son partenaire des Beatles, John Lennon, à la suite de son assassinat le 8 décembre 1980.
Il s'adresse directement à John et évoque notamment leurs caractères très opposés ("Si je disais que je te connaissais vraiment bien (...) Tu rirais sûrement et dirais que nous n'étions pas du même monde") et leurs jeunes années, où ils n'avouaient pas facilement leurs sentiments, même amicaux ("On jouait au chat et à la souris"). Il termine en lui disant qu'il l'avait vraiment aimé ("I really loved you").
McCartney a repris plusieurs fois cette chanson en concert et on peut entendre une version très émouvante sur Paul McCartney Live in Los Angeles et plus tard sur la réédition du spectacle complet Amoeba Gig. Elle est aussi disponible sur ses albums en concerts Back in the U.S., Back in the World et Good Evening New York City. 

## Personnel
- Paul McCartney : Guitare acoustique, chant
- Jack Rothstein : Violon
- Bernard Partridge : Violon
- Ian Jewel : Viole
- Keith Harvey : Violoncelle